# 爱德华国王角
爱德华国王角（英語：King Edward Point）位於南佐治亞島東北岸的昆伯蘭東灣。20世纪初，瑞典探險家奧托·努登舍爾德率領的探險隊到达該地，以英國國王愛德華七世命名。

## 歷史
1901—1904年，瑞典南極探險隊在奧托·努登舍爾德的帶領下對該地區進行了探索。1906 年左右以英國國王愛德華七世的名字命名此地。自1909年以來，愛德華國王角一直是管理該島的英國地方法官的住所。1925年，英國政府建立“探索之家”，這是一個用於發現調查的海洋實驗室。

## 研究站
1950年1月1日，福克蘭群島附屬調查局接管了該站的所有權。該站於1952年1月1日—1969年11月13日期間有人值守。英國南極調查局在1982年之前一直派駐該站。
1982年4月3日福克蘭群島戰爭開始時，阿根廷軍隊佔領了南佐治亞島並關閉了該站。他們很快在同月晚些時候的帕拉凱特行動中被驅逐，英國軍隊重新奪回了此地。從1991年起，一系列文職海事官員被任命為南喬治亞州政府執行海關和漁業職責，並與小型駐軍一起駐紮。
2001年3月22日，英國南極調查局代表南佐治亞和南桑威奇群島政府重新開放了該站。除了“探索之家”（1925年）和監獄（1912年）之外，大多數破舊的（並且可以說是歷史性的）建築都被摧毀，為新建築讓路。
目前有12名英國南極調查局人員在該站過冬，夏季增加到22名左右。兩名政府官員和合作夥伴駐紮在愛德華國王角，在繁忙的冬季捕魚季節重疊約3個月。古利德維肯博物館的夏季工作人員也入住愛德華國王角。
繼續佔領該站也有政治目的：它有助於維護英國的主權，反對阿根廷對該領土的所有權要求。
該站的主要活動是代表南佐治亞島和南桑威奇群島政府進行應用漁業研究，以協助制定商業漁業可持續管理政策，並為政府官員提供後勤支持。

## 外部連結

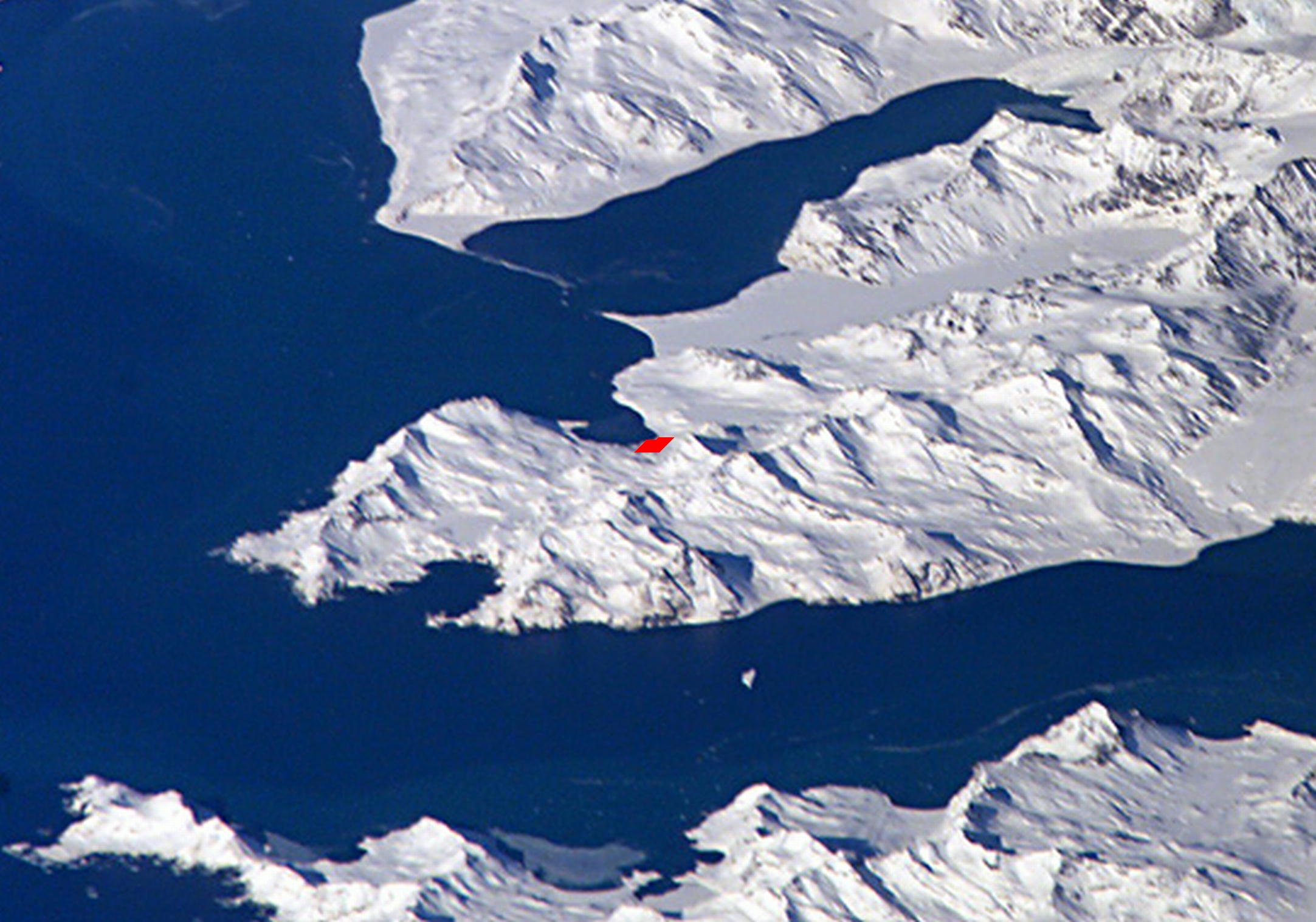

- King Edward point
- British Antarctic Survey Research Station  King Edward Point, South Georgia （页面存档备份，存于）

54°17′S 36°30′W / 54.283°S 36.500°W